# Eublemma pulcherrima
Eublemma pulcherrima is een vlinder van de familie van de spinneruilen (Erebidae). De wetenschappelijke naam van deze soort is voor het eerst voorgesteld door Edward Parr Wiltshire in een publicatie uit 1982.
De soort komt voor in Saudi-Arabië, Jemen, Ethiopië en Oeganda.